# Richard Davalos
Richard Davalos (New York, 1930. november 5. – Burbank, Kalifornia, 2016. március 8.) amerikai színész. Szülei spanyol, illetve finn származásúak.
Első filmszerepe húszéves korában volt az Édentől keletre c. filmben. 1967-ben Paul Newmannal játszott a Bilincs és mosolyban. Legismertebb filmszerepe 1970-ben a Kelly hősei volt, Telly Savalasszal és Clint Eastwooddal.
Egyik lánya, Elyssa Davalos, illetve egyik unokája, Alexa Davalos szintén színészek. Elyssát a magyar tévénézők leginkább a MacGyver c. sorozatban láthatták.

## Válogatott filmográfia
| Év   | Magyar cím              | Eredeti cím             | Szerep              | Magyar hang     |
| ---- | ----------------------- | ----------------------- | ------------------- | --------------- |
| 1955 | Édentől keletre         | East of Eden            | Abel                | Tordy Géza      |
| 1955 | Tengeri vadászat        | The Sea Chase           | Cadet Walter Stemme |                 |
| 1955 | I Died a Thousand Times | I Died a Thousand Times | Lon Preisser        | –               |
| 1967 | Bilincs és mosoly       | Cool Hand Luke          | Blind Dick          |                 |
| 1970 | Kelly hősei             | Kelly's Heroes          | Gutkowski           | Hollósi Frigyes |
| 1979 | Szajré-majré            | Hot Stuff               | Charles             |                 |
| 1981 | Vadászat életre-halálra | Death Hunt              | Beeler              |                 |

## További információ
- Richard Davalos a PORT.hu-n (magyarul)
- Richard Davalos az Internetes Szinkronadatbázisban (magyarul)
- Richard Davalos az Internet Movie Database-ben (angolul)
- Richard Davalos a Rotten Tomatoeson (angolul)